# Miguel Sánchez Pinillos
Miguel Sánchez Pinillos (f. 1889) fue un presbítero, periodista y escritor español.

## Biografía
Presbítero y ateneísta, fue autor de diversas obras religiosas, políticas y sociológicas, como El Papa y los gobiernos populares. Fue redactor en Madrid de La Regeneración, La Lealtad, El Siglo y El Tiempo. Falleció el 22 de septiembre de 1889 en Madrid.